# Sclerolobium rugosum
Sclerolobium rugosum är en ärtväxtart som beskrevs av George Bentham. Sclerolobium rugosum ingår i släktet Sclerolobium och familjen ärtväxter. Inga underarter finns listade i Catalogue of Life.